# دويلعة
دويلعة منطقة تتبع لحي الشاغور وهي حي شعبي من أحياء مدينة دمشق يقع إلى الجنوب الشرقي منها ويرتبط بريف دمشق بمدينة جرمانا ومخيمها وحي كشكول من الشرق والجنوب الشرقي وباب شرقي من الغرب والغوطة مع حي جوبر من الشمال. أغلب سكانه هم من المنطقة الجنوبية من سوريا من محافظتي درعا والقنيطرة ومن بعض المحافظات الأخرى .

## المهن المتداولة
- التجارة: حيث تمتد الأسواق بطول المنطقة وعرضها وتشكل حركة تجارية نشطة جداً . أهم أسواقها سوق للملبوسات (كشكول ) سوق للخرداوات في حي الكباس كما يوجد عدة أسواق للسلع الغذائية والخضراوات
- الصناعة: هناك العديد من المنشآت الصناعية والمعامل وتكثر محال صيانة العربات حيث يعتبر حي الكباس المركز الصناعي للمنطقة
- الزراعة: كانت مدينة دويلعة عبارة عن قرية صغيرة وتُحيط بها بساتين المزارعين من أبناء المدينة إلا أن مع التوسع العمراني والسكاني اختفت هذه المهنة تقريباً.

## بعض أسماء أحياء وشوارع دويلعة
- شارع كشكول
- حي الطبالة.
- حي الكباس.
- شارع أبو عطاف.
- حي الوحدة.
- موقف أبو هاني.
- حارة حلوة وصغيرة.

## اماكن دينية في المنطقة
- جامع وثانوية الهدى الشرعية - الدويلعة - محافظة دمشق
- جامع البراء
- جامع إبراهيم الخليل
- جامع عمر بن الخطاب
- كنيسة القديس مار الياس الحي - الطبالة - محافظة دمشق
- كنيسة يسوع العامل - الدويلعة - محافظة دمشق
- كنيسة القديس بولس الرسول - الطبالة - محافظة دمشق
- كنيسة القديس يوسف - الطبالة - محافظة دمشق
- كنيسة إبراهيم الخليل - الدويلعة - محافظة دمشق